# Fandango Media
Fandango Media, LLC este o companie de bilete americană care emite și vinde bilete de film prin intermediul site-ului lor web, precum și prin aplicația mobilă, precum și un furnizor de informații media de televiziune și streaming, de exemplu, prin filialele sale Flixster, Movies.com și Rotten Tomatoes. A fost fondată la 27 aprilie 2000 în Beverly Hills, California.